# Campo (física)
Em Física, um campo é uma grandeza física que possui um valor associado em todo ponto do espaço. Por exemplo, pode-se falar de campo gravitacional, que atribui um potencial gravitacional a cada ponto do espaço. As isotermas mostradas diariamente nos boletins meteorológicos são uma imagem de um campo de temperatura ou térmico na superfície terrestre. Os campos são classificados por simetrias de espaço-tempo ou por simetrias internas.
Os campos podem ser quantidades estruturadas, isto é, formadas por diversos componentes. Assim, por exemplo, o campo gravitacional é um campo vetorial, como o campo elétrico ou o campo magnético, quantidades que associam três valores a cada ponto do espaço em cada instante de tempo - a saber, as suas componentes num dado sistema de coordenadas. Além da necessidade de possuir um dado número de componentes, elas precisam obedecer uma dada lei de transformação para que se trate, efetivamente, de um vetor. Em física clássica, por exemplo, a magnitude de um vetor precisa ser invariante sob rotações espaciais.
A Teoria de Campos refere-se usualmente à construção da dinâmica de um campo, isto é, à especificação de como um campo muda com o tempo. Usualmente, isso é feito em se desenhando uma Lagrangiana ou uma Hamiltoniana do campo, e tratando-o como na Mecânica clássica (ou na Mecânica quântica) de um sistema com um infinito número de graus de liberdade.
Na Física Clássica de Campos, um campo pode ser interpretado como uma simplesmente uma abstração de uma interação entre corpos, servindo como uma forma de isolá-los. Por exemplo, para duas partículas, nas posições {\displaystyle r_{1}}e {\displaystyle r_{2}}interagindo por uma força gravitacional, podemos tanto dizer que a força que a partícula 1 sofre é
{\displaystyle {\vec {F}}_{2,1}=-G{\frac {m_{2}m_{1}}{{\mid \mid {\vec {r_{1}}}-{\vec {r_{2}}}\mid \mid }^{3}}}\left({\vec {r_{1}}}-{\vec {r_{2}}}\right)},
quanto assimilar um campo gravitacional gerado pela partícula 2, chamado partícula de teste, sobre o qual a partícula 1 está imersa
{\displaystyle {\vec {g}}({\vec {r}})=-G{\frac {m_{2}}{{\mid \mid {\vec {r}}-{\vec {r_{2}}}\mid \mid }^{3}}}\left({\vec {r}}-{\vec {r_{2}}}\right)}
e, da mesma forma, a força que atua na partícula 1 é
{\displaystyle {\vec {F_{2,1}}}=m_{1}{\vec {g}}}.
Já na Teoria Quântica de Campos, o tratamento é diferente. Os campos existem mesmo sem uma partícula de teste: ocupam espaço, contêm energia, e sua presença impede um "vácuo" à maneira clássica. Isso levou os físicos a considerar campos eletromagnéticos como uma entidade  física.
Um campo pode ser classificado como um campo escalar, campo vetorial, campo espinoral ou um campo tensorial, a depender da quantidade física representada. Sua forma deve permanecer a mesma ao longo do espaço: um campo não pode assumir um valor vetorial numa posição, e um valor escalar na outra.

## História
Para Isaac Newton, sua lei da gravitação universal simplesmente expressava a força gravitavional que atua entre qualquer par de objetos com massa. Quando se observa o movimento de muitos corpos interagindo entre si, como os planetas no Sistema Solar, o cálculo da força entre cada par de corpos rapidamente torna-se computacionalmente inconveniente. No século XVIII, uma nova grandeza foi criada para simplificar o cálculo de todas essas forças gravitacionais. Essa grandeza, conhecida como Campo Gravitacional, dada em cada ponto do espaço como a aceleração total que um pequeno objeto sofreria em tal ponto.
O surgimento de um conceito independente de campo ocorreu de fato no século XIX, com o desenvolvimento do eletromagnetismo.Em seu início, Ampére e Coulomb ainda conseguiam lidar com as leis newtonianas que expressam as forças entre cargas elétricas e correntes elétricas.
A natureza independente do conceito de campo se tornou mais aparente com a descoberta de Maxwell que as ondas nesses campos se propagam com velocidade constante. Consequentemente, as forças nas cargas e correntes não mais dependiam apenas nas posições e velocidades de outras cargas e correntes no mesmo instante de tempo, mas também em suas posições e velocidades no passado.
Maxwell, a priori, não adotou o conceito moderno de campo como uma grandeza fundamental que poderia existir de forma independente. Em vez disso, ele supôs que o campo eletromagnético expressa a deformação em um determinado meio, chamado Éter Luminífero, pelo qual as ondas eletromagnéticas se propagam, assim como deformações mecânicas numa membrana. Se fosse esse o caso, a velocidade observada das ondas eletromagnéticas dependeriam da velocidade do observador em relação ao Éter. Apesar de muito esforço, nenhuma evidência experimental de tal dessa hipótese foi encontrada, de forma que essa situação só foi resolvida pela introdução da Teoria Especial da Relatividade por Albert Einstein em 1905. Essa teoria mudou a forma como referenciais de observadores em movimento inercial se comportavam uns com relação aos outros. Eles se comportam de forma que a velocidade das ondas eletromagnéticas da teoria de Maxwell seria a mesma para todos os referenciais inerciais. Ao remover a necessidade de um meio de fundo, essa teoria abriu caminhos para os físicos começarem a pensar sobre campos como entidades realmente independentes.
No final da década de 1920, as novas regras da mecânica quântica foram aplicadas inicialmente aos campos eletromagnéticos. Em 1927, Paul Dirac usou campos quânticos para explicar com sucesso como o decaimento de um átomo para um estado quântico inferior leva a uma emissão espontânea de um fóton, o quantum do campo eletromagnético. Isso foi sucedido em pouco tempo pela descoberta (seguindo o trabalho de Pascual Jordan, Eugene Wigner, Werner Heisenberg, and Wolfgang Pauli) de que todas as partículas, incluindo elétrons e prótons, podem ser entendidos como o quantum de algum campo quântico, elevando os campos para o status de os mais fundamentais objetos da natureza.